# Mastigophora spinosa
Mastigophora spinosa là một loài Rêu trong họ Mastigophoraceae. Loài này được Horik. mô tả khoa học đầu tiên năm 1930.